# Nicéforo Ducas Paleólogo
Nicéforo Ducas Paleólogo (en griego: Νικηφόρος Δούκας Παλαιολόγος) fue un aristócrata bizantino de finales del siglo XI y principios del siglo XII, hijo mayor del sebasto Jorge Paleólogo y su esposa Ana Ducas.

## Biografía
Nicéforo nació alrededor de 1080. Fue el primogénito de Jorge Paleólogo y Ana Ducas, llamado así por su abuelo paterno, Nicéforo Paleólogo, según la tradición de la época. De los dos sellos que se conservan, en los que aparece con el doble apellido Ducas Paleólogo, se desprende que Nicéforo, además del apellido paterno, también usaba el prestigioso apellido Ducas, heredado de su madre Ana, hermana de la emperatriz Irene. Al igual que su padre, Nicéforo fue honrado con el título de sebasto, con el que se le menciona en ambos sellos.
Se presume que es el joven Nicéforo, sobrino de la emperatriz, a quien Ana Comnena menciona en su «Alexíada», por haberse distinguido durante la guerra contra los turcos en 1116/1117 por un acto de valentía excepcional en la batalla de Filomelio en Asia Menor, con lo que se granjeó los cálidos elogios del emperador.
Se cree que Nicéforo tuvo al menos un hijo conocido como Miguel Paleólogo Ducas.